# Huang Junhua
Huang Junhua (29 de dezembro de 1991) é um atleta de wushu de Macau. 

## Carreira
A sua primeira competição internacional foi os Campeonatos Mundiais de Wushu de 2013 donde ganhou uma medalha de prata em nandao. Um ano depois, ganhou a medalha de prata no nanquan masculino nos Jogos Asiáticos de 2014. Em 2015 nos Campeonatos Mundiais de Wushu, foi o campeão mundial em nangun e em 2017, foi o campeão mundial em nandao.
Um ano depois, Huang ganhou a medalha de ouro em nanquan masculino nos Jogos Asiáticos de 2018, a segunda medalha de ouro para Macau nos Jogos Asiáticos. O suo competição mais recentemente foi os Campeonatos Mundiais de Wushu de 2019 donde ganhou uma medalha de pranta em nangun e uma medalha de bronze em nanquan.

## Prêmios
- Concedido pelo governo de Macau:
  - Medalha de Honra Lótus de Prata: 2018[4]
- Eleição dos Atletas Excecionais de Macau
  - Eleito: 2015, 2017[5][6]